# Richard Verstegen
Richard Verstegen (Engels Richard Verstegan, in zijn jeugdjaren Richard Rowlands, Londen c. 1550 – Antwerpen 1640) was een dichter, oudheidkundige en polemist. Hij schreef belangrijke werken in het Latijn, Engels en Nederlands.

## Leven
Hij was zoon van een kuiper, wellicht John Rowlands, en ging in zijn jonge jaren onder de naam Richard Rowlands. Naar eigen zeggen was zijn grootvader, Theodoor Roelant Verstegen, een vluchteling uit het Gelderse die ten tijde van de machtsstrijd tussen Karel van Gelre en Filips de Schone naar Engeland was uitgeweken. De familienaam “Rowlands” was blijkbaar een verengelsing van het patroniem “Roelantsz”.
Hij studeerde te Oxford onder de naam Rowlands. Vanwege een streng toezicht op het naleven van de wetgeving inzake godsdienst rond 1570 verliet hij de universiteit zonder diploma. Hij was tijdens zijn studies vurig katholiek geworden. Hij keerde naar Londen terug en ging in de leer als goudsmid. Vanaf 1574 was hij volwaardig lid van de Goldsmiths Company, en zo ook poorter van Londen.
Nadat de jezuïet Edmund Campion, samen met een aantal seculiere priesters, door het protestantse regime terechtgesteld was, drukte Verstegen clandestien een pamflet die hen als martelaars herdacht. Toen zijn betrokkenheid bij het uitbrengen van dit werk bekend raakte moest hij het land ontvluchten. Pas vanaf dan gebruikte hij de familienaam Verstegen (vaak in het Engels als “Verstegan” en in het Latijn als “Versteganus”).
Hij dook vervolgens op in Rouen, Parijs, Rome en Reims, telkens betrokken bij het publiceren van boeken en prenten die de aandacht van de Europese publieke opinie op de vervolging van de katholieken onder Elizabeth I van Engeland vestigden. Te Parijs werd hij hierdoor, op vraag van de Engelse ambassadeur, korte tijd gevangengezet. Te Rome genoot hij kortstondig een uitkering van paus Gregorius XIII als vluchteling omwille van het geloof.
Rond 1586 vestigde hij zich te Antwerpen, waar hij de rest van zijn leven doorbracht. In 1586 werd hem een uitkering toegewezen door de Hertog van Parma. Hij was te Antwerpen werkzaam o.a. als graveur, uitgever, inlichtingenagent, smokkelaar van boeken, lakenhandelaar, en journalist.
Hij stierf te Antwerpen in 1640.

## Werk
De voornaamste van zijn vele werken zijn:
- The Post of the World. Londen, 1576. Een vertaling van een Duitse wegenhandboek, met toevoeging van historische bezienswaardigheden en ander informatie: de eerste toeristische gids in het Engels.
- Theatrum Crudelitatum haereticorum. Antwerpen, 1587. Een voorstelling van de wreedheden van de ketters in Engeland, Frankrijk en Nederland. Heruitgegeven 1588, 1592; herziene uitgave 1604, naast uitgaven in Franse vertaling.
- A Restitution of Decayed Intelligence in Antiquities concerning the most noble and renowned English Nation. Antwerpen, 1605. Over de angelsaksische herkomst van het Engels volk. Heruitgegeven 1628, 1634, 1652, 1655, 1673;
  - in het Nederlands herbewerkt als Nederlantsche antiquiteyten. 1613; herdrukt 1631, 1646, 1662, 1700, 1701, 1705, 1714, 1725, 1733, 1756, 1809.
- Neder Dvytsche Epigrammen. Mechelen, 1617.
- De gazette van nieuwe-maren, van de gheheele vvereldt. Ghemenght met oude waerheden. Antwerpen, 1618.
- Scherpsinnighe characteren. Antwerpen, 1619; vermeerderde uitgave 1622. De eerste navolging van de Karakters van Theophrastus in het Nederlands.
- De Spiegel der Nederlandsche Elenden. Antwerpen, 1621.
- Nederduytsche epigrammen ende epitaphien. Brussel, 1624.
- Recreative beschrijvinghe, van de proprieteyten oft eyghendommen, van de differente soorten van ambachtslieden. Antwerpen, 1630. In 1642 herdrukt.

Hij was ook medewerker aan de Nieuwe Tijdinghen (Antwerpen, 1619-1629) van Abraham Verhoeven.